# 90 minut do smrti
90 minut do smrti (v originále Castle Falls) je americký akční film z roku 2021, který režíroval a hrál v něm Dolph Lundgren. Jedná se o jeho první režijní práci od roku 2010. Film produkovali společně s ním Andre Relis a Craig Baumgarten. Ve filmu dále hrají Scott Adkins, Jim Chandler, Kim Delonghi, Dave Halls, Scott Hunter, Robert Berlin a Lundgrenova skutečná dcera Ida Lundgren.

## Zápletka
Po desetiletích zanedbávání je nemocnice Castle Heights, symbol segregovaného minulosti města, naplněna dynamitem a připravena k demolici. Nikdo neví, že uvězněný gangsterský boss (Berlin) ukryl 3 miliony dolarů, které ukradl svým rivalům, uvnitř opuštěné budovy. Nyní po penězích touží tři zoufalí zájemci - bývalý bojovník (Adkins), který je najde během práce v demoliční četě, vězeňský strážný (Lundgren), ochotný udělat cokoliv, aby zaplatil léčbu rakoviny své dcery, a bezohledný gang, který tvrdí, že jsou jejich právoplatnými majiteli. Demoliční nálože jsou nastaveny, všichni se stahují a nemocnice má být odstřelena za 90 minut. Všechny tři strany se snaží najít peníze a dostat se ven živí.

## Obsazení
- Dolph Lundgren jako Richard Ericson
- Scott Adkins jako Mike Wade
- Jim Chandler jako předák
- Kim Delonghi jako Kat
- Dave Halls jako Vince
- Kevin Wayne jako James
- Scott Hunter jako Deacon Glass
- Luke Hawx jako vězeň
- Billy Culbertson jako vězeň
- Leslie Sides jako asistentka starosty
- Melanie Jeffcoat jako doktorka
- Ida Lundgren jako Emily
- Evan Elise Owens jako policista
- Justin B. Wooten jako Duke
- Bill Billions jako Walsh
- Evan Dane Taylor jako bojovník
- Eric Gray jako Lando
- Meagan Bown jako reportérka
- Robert Berlin jako Damian Glass
- Vas Sanchez jako George
- Alicia Roye jako Georgeova manželka
- Meg Deusner jako sociální pracovnice
- Nathan Harris jako stavební dělník
- Ethan Melisano jako bojovník MMA
- Samuel Puccio jako trenér MMA
- A. Todd Baker jako starosta Lloyd Holmes
- Hassel Kromer jako stavební dělník
- Edward Hall jako ochranka
- Bruce Cooper jako starostova ochranka
- Kourtney Harper
- Derrick Goodman Jr. jako vězeň